# Anua tempica
Anua tempica är en fjärilsart som beskrevs av Heinrich Benno Möschler 1883. Anua tempica ingår i släktet Anua och familjen nattflyn. Inga underarter finns listade i Catalogue of Life.